# Les Bogatyrs
Pour les articles homonymes, voir Bogatyr (homonymie).
Les Bogatyrs est un tableau, terminé en 1898, peint par le peintre russe Viktor Vasnetsov et conservé à Moscou dans les collections de la galerie Tretiakov dont il est l'une des pièces maîtresses.

## Historique
Séjournant à Kiev en 1881, Vasnetsov commence la tableau qui deviendra l'un de ses plus connus, sinon le plus célèbre. Les Bogatyrs ne sera terminé qu'en 1898.

## Le thème
Dans les légendes russes, les bogatyrs sont des chevaliers errants légendaires personnalisant chacun une vertu. Vasnetsov portraiture les trois plus célèbres, Aliocha Popovitch symbolisant la bravoure, Dobrynia Nikititch représentant le courage et la connaissance et, au centre, le plus emblématique, Ilya Mouromets qui exulte la force physique et mentale. Vasnetsov reprendra ce dernier personnage dans une toile exécutée en 1914.

## Description physique
Les Bogatyrs est une huile sur toile d'une hauteur de 222 cm pour une largeur de 321 cm.